# Havelock Ellis
Pour les articles homonymes, voir Ellis.
Henry Havelock Ellis, né le 2 février 1859, mort le 8 juillet 1939, est un médecin et écrivain britannique. Il est l'un des fondateurs de la sexologie anglophone. Ayant lui-même souffert de la morale victorienne, il avait décidé à 16 ans de dédier sa vie à l'étude de la sexualité.

## Biographie
Ellis, fils d'Edward Peppen Ellis et de Susannah Mary Wheatley, est né à Croydon, une petite ville au sud de Londres. Il a quatre sœurs, aucune d'entre elles ne se mariera. Son père était un navigateur et sa mère, elle-même fille d'un capitaine, possède de nombreuses relations dans le milieu maritime. A sept ans, son père l'emmène avec lui lors d'un périple durant lequel ils visiteront Sydney, Callao et Anvers. À son retour, Ellis suit des cours dans un collège franco-allemand près de Wimbledon puis à Mitcham.
En avril 1875, Ellis suit à nouveau son père jusqu'en Australie. Peu après son arrivée à Sydney, il obtient une place de professeur dans une école privée. Il se découvre des lacunes en matière de pédagogie et choisit de devenir précepteur pour le compte d'une famille qui vit à quelques kilomètres de Carcoar. Il passe un an là-bas, lit énormément, puis obtient finalement un poste d'enseignant dans une école à Grafton[précision nécessaire]. Le directeur meurt subitement et laisse Ellis à la tête de l'établissement, mais celui-ci est trop jeune et bien trop inexpérimenté pour mener à bien sa mission. À la fin de l'année, il choisit alors de retourner en Australie [précision nécessaire] et, après trois mois où il tente de se perfectionner, Ellis enseigne à mi-temps dans deux écoles : l'une à Sparkes Creek, et l'autre à Junction Creek. Il habite l'école de Sparkes Creeks durant un an, et considère cette expérience comme la plus vivifiante qu'il ait connue.
À l'instar de Sigmund Freud qu'il cite abondamment, Ellis affirme l'importance du rôle de la sexualité dans l'hystérie. Il a entretenu une correspondance amicale avec Freud, qui lui a d'ailleurs emprunté le terme d'auto-érotisme.
 Il se serait ensuite découvert être capable d'avoir une érection en regardant une femme uriner. Ellis appellera cela ondinisme ; aujourd'hui, ce phénomène est surtout connu sous le nom d'urophilie.
Havelock Ellis a été nommé vice-président de la Société eugéniste. « Havelock Ellis a mené combat pour l’eugénisme, pour la sélection en matière de procréation, non pas dans un sens étroit et réglementé, mais comme une conséquence de l’éducation personnelle.
Il a enfin opposé avec véhémence la nature à l’artificiel ou plutôt au compliqué de la civilisation, c’est-à-dire qu’il a proclamé la supériorité de l’état de nature sur l’état de civilisation en tant qu’hostile à la nature. »[source insuffisante].
Il a été membre de la Fellowship of the New Life.

## Publications
- Il est l'auteur d'un ouvrage monumental en huit volumes : Études de psychologie sexuelle qui a provoqué de grands débats très vifs dans toute l'Europe et aux États-Unis. La première édition est parue aux États-Unis à cause des tracasseries infligées par les lois anglaises. Même aux États-Unis, l'ouvrage est censé n'être vendu qu'aux seuls médecins, règle que nombre de lecteurs se sont empressés de contourner. Ses écrits ont été considérés comme obscènes en Grande-Bretagne mais, outre-Atlantique, ils sont arrivés à point nommé pour lutter contre le puritanisme ambiant qui était de plus en plus remis en question, notamment par des médecins, des psychologues, des intellectuels et des féministes.
- La Sélection sexuelle chez l'Homme : Toucher, odorat, ouïe, vision, édition française revue et augmenté par l'auteur & traduite par A. Van Gennep, Paris : Mercure de France, 1912, 413 p.
  - Il s'agit du volume 4 des Études de psychologie sexuelle.
- L'Hygiène sociale : La femme dans la société, édition française revue et augmenté par l'auteur & traduite par Lucie Schwob, Paris : Mercure de France, 1929
- Philosophie de la danse, traduit de l'anglais par Paul Dermée, extrait du Mercure de France, 1er avril 1914, p. 449-466
- Il a rédigé un livre sur l'inconscient et le subconscient intitulé Le Monde des Rêves, édité dans les années 1920 par le Mercure de France.